# Поньгомский
Поньгомский — канал в России, расположен по территории Куземского сельского поселения Кемского района Республики Карелия. Длина канала — 1,1 км.
Канал берёт начало из Пяозера на высоте 109,5 м над уровнем моря.
Устье канала в озере Левицкое на высоте 105,3 м над уровнем моря
.

## Данные водного реестра
По данным государственного водного реестра России относится к Баренцево-Беломорскому бассейновому округу, водохозяйственный участок реки — реки бассейна Белого моря от западной границы бассейна реки Нива до северной границы бассейна реки Кемь, без реки Ковда. Речной бассейн реки — бассейны рек Кольского полуострова и Карелии, впадает в Белое море.